# Dawid Arutinian
Dawid Arutinian (ur. 31 maja 1984 w Tbilisi) – gruziński szachista, arcymistrz od 2006 roku.

## Kariera szachowa
W latach 1995–2000 wielokrotnie reprezentował Gruzję na mistrzostwach świata i Europy juniorów w różnych kategoriach wiekowych. W 2006 r. zdobył brązowy, a w 2007 r. – srebrny medal indywidualnych mistrzostw kraju. Dwukrotnie (2006, 2008) reprezentował Gruzję na szachowych olimpiadach, był również uczestnikiem drużynowych mistrzostw Europy (2007).
Normy na tytuł arcymistrza wypełnił w Pardubicach (2002) oraz w Moskwie (2005 i 2006, w obu przypadkach w turniejach Aerofłot Open–A2). Odniósł szereg sukcesów w międzynarodowych turniejach, zwyciężając bądź dzieląc I miejsca m.in. w:
- 2001 – Tbilisi (wspólnie z Lewanem Panculaja),
- 2004 – Moskwie (wspólnie z m.in. Dżakajem Dżakajewem i Giorgim Bagaturowem),
- 2005 – Tbilisi, Stambule (wspólnie z Aleksandrem Karpaczewem, Wugarem Gaszimowem, Konstantinem Szanawą, Lewanem Panculają, Jewhenem Miroszniczenko, Żiwko Bratanowem i Micheilem Kekelidze),
- 2006 – Moskwie (wspólnie z m.in. Michele Godeną, Jurijem Drozdowskim, Merabem Gagunaszwilim, Rusłanem Szczerbakowem i Igorem Kurnosowem), Tbilisi (wspólnie z Akakim Szalamberidze),
- 2007 – Cappelle-la-Grande (wspólnie z Jurijem Drozdowskim, Wang Yue, Wugarem Gaszimowem, Wasilijem Jemielinem i Jewhenem Miroszniczenko),
- 2008 – Cappelle-la-Grande (wspólnie z Andriejem Diewiatkinem, Jurijem Kryworuczko, Vasiliosem Kotroniasem, Wugarem Gaszimowem, Konstantinem Czernyszowem, Erwinem l'Amim i Siergiejem Fedorczukiem), Oberwarcie (wspólnie z m.in. Mladenem Palacem, Dawitem Szengelią, Robertem Rabiegą i Imre Herą),
- 2009 – Ołomuniec (wspólnie z Właczesławem Zacharcowem).

Najwyższy ranking w dotychczasowej karierze osiągnął 1 kwietnia 2008 r., z wynikiem 2593 punktów zajmował wówczas 7. miejsce wśród gruzińskich szachistów.